# 1985 RQ3
1985 RQ3 är en asteroid i huvudbältet som upptäcktes den 7 september 1985 av den belgiske astronomen Henri Debehogne vid La Silla-observatoriet.
Asteroiden har en diameter på ungefär 7 kilometer.